# Automòbil esportiu

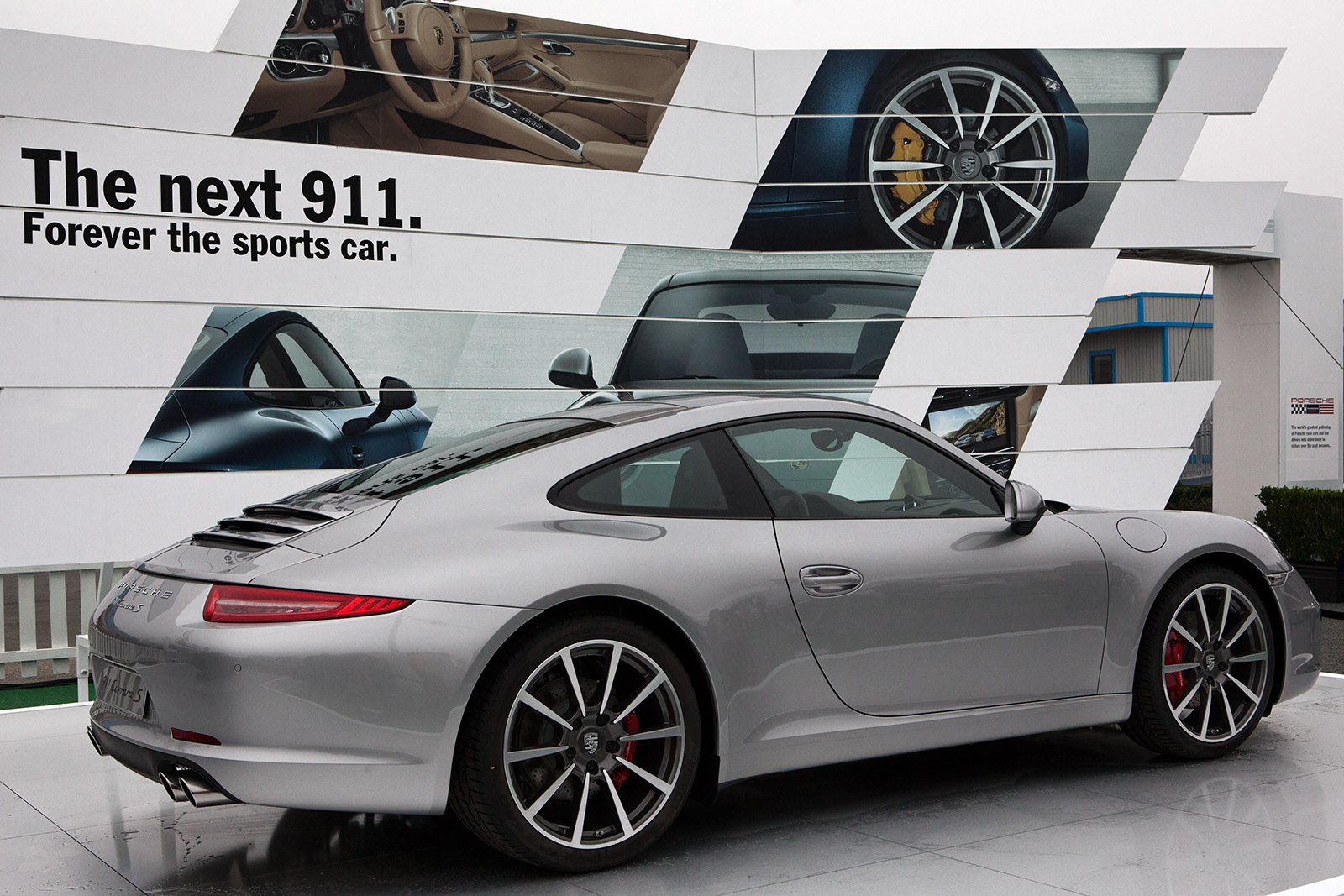
Automòbil esportiu: un Porsche 911

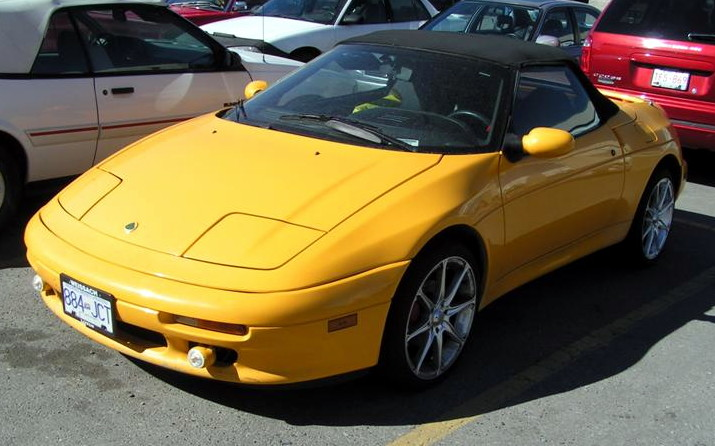
Automòbil esportiu: un Lotus Elan

Un automòbil esportiu (o més conegut com a cotxe esportiu) és un automòbil dissenyat per poder circular a altes velocitats. Al contrari que un automòbil de curses, un automòbil esportiu està pensat per a ser conduït en la via pública. Sol tenir millor acceleració, velocitat màxima, adherència i frenada que altres automòbils, el qual s'aconsegueix mitjançant motors, frens, suspensió, caixa de canvis, pneumàtics, xassís i carrosseria especials. Les carrosseries més usuals són la cupè i la descapotable.

## Tipus d'esportius
Existeixen diferents tipus d'automòbils esportius, que es distingeixen segons les seves característiques:
- Un esportiu a seques o un roadster (julifer) és un automòbil amb prestacions superiors a la mitjana. La seva grandària sol ser propera a la d'automòbils dels segments B, C i D, encara que són més baixos que un turisme. Roadster és la denominació d'un esportiu descapotable de dues places; exemples en són el Mazda MX-5 i el BMW Z4.

- Un esportiu d'altes prestacions té prestacions superiors a les d'un esportiu a seques, i són més lleugers que turismes de potència i grandària similar. Exemples en són el Ferrari 458, Ferrari F430, el Porsche 911 i el Lamborghini Gallardo.

- Un superesportiu té prestacions encara majors a causa de motors amb característiques similars als de carreres i a l'ocupació de materials exòtics en la construcció del xassís, la carrosseria i els components de vehicle. El seu preu és conseqüentment molt més alt que el d'altres esportius. Exemples són el Mercedes-Benz SLR McLaren, el Ferrari FXX, o el Porsche Carrera GT.

- Un gran turisme és més gran i pesant que altres esportius, la qual cosa afavoreix la conducció esportiva en autopista. Solen tenir dues places davanteres i dues del darrere més petites (2+2). Exemples en són el Jaguar XK, l'Aston Martin DB9 o el Ferrari 612 Scaglietti.

Altres automòbils poden tenir característiques esportives, però sense que s'utilitzi pròpiament el terme "automòbils esportius" per a descriure'ls. En aquest cas, solen ser versions modificades d'automòbils no esportius. Les versions esportives derivades d'automòbils dels segments A i B amb carrosseria hatchback se solen denominar esportius petits, i els del segment C es designen com esportius compactes. Al seu torn, un derivat d'un sedan es denomina sedan esportiu.